# Харлекуин (торговый центр)
Торговый центр Харлекуин (англ. The Harlequin Shopping Centre), в настоящее время официально известный как Инту Уотфорд (англ. Intu Watford), ― комплекс магазинов в центре города Уотфорд, графство Хартфордшир, Великобритания. Открылся между 1990 и 1992 годами. Торговый центр был официально переименован в «Инту Уотфорд» в 2013 году после переименования его материнской компании Capital Shopping Centers в Intu Properties. 
Торговый центр представляет из себя строение со стеклянной крышей с симметричными расположенными галереями магазинов. Среди основных магазинов ― John Lewis (также известный как Trewins до ребрендинга в 2001 году), Debenhams, Apple Store , Marks & Spencer, Zara и Next.

## История
Начиная с 1962 году в городе обсуждались перспективы развития данной площадки. Выдвигались инициативы открытия боулинг-центра и жилого здания.
Магазин Sainsbury на Куинс-роад был куплен и снесён в 1983 году, чтобы освободить пространство для торгового центра и складских помещений. Во время строительства торгового центра были отремонтированы все исторические здания на Куинс-роад, сама улица стала пешеходной.
Торговый центр был открыт компанией Harlequin Enterprises Ltd в 1990 году (сама компания была основана в 1987 году и ликвидирована в 2000 году).
В 1996 году Городской совет Уотфорда продлил действие схемы выдачи разрешений на парковку для жителей, чтобы справиться с пробками на парковках, возникшими после открытия торгового центра.
Intu Properties приобрела соседний торговый центр Чартер-плейс у городского совета Уотфорда в апреле 2013 года. В 2014 году было предоставлено разрешение на снос Чартер-плейс» с целью освободить место для пристройки к Харлекуин, где помимо прочего должен был быть кинотеатр. Работы по сносу начались в ноябре 2015 года. В сентябре 2018 года Debenham открыла новый магазин в пристройке. Расширение площадью 400 000 кв. Футов увеличило общий размер торгового центра до почти 340 тыс. кв. м., что поместило его на 18-ю строчку в списке крупнейших торговых центров Великобритании.